# Pipariya (Dostiya)
Pipariya (Dostiya) – gaun wikas samiti w środkowej części Nepalu  w strefie Narajani w dystrykcie Rautahat. Według nepalskiego spisu powszechnego z 2001 roku liczył on 580 gospodarstw domowych i 3786 mieszkańców (1821 kobiet i 1965 mężczyzn).